# Frances Kaszubski
Frances Kaszubski (Frances Theresa Kaszubski, geb. Sobczak, in erster Ehe Gorn; * 15. Mai 1916 in Donora, Pennsylvania; † 11. April 2010 in Berea, Ohio) war eine US-amerikanische Diskuswerferin und Kugelstoßerin.
Bei den Olympischen Spielen 1948 in London wurde sie Elfte im Diskuswurf und schied in der Vorrunde des Kugelstoßens aus.
1951 gewann sie bei den Panamerikanischen Spielen in Mexiko-Stadt Bronze im Diskuswurf und wurde Vierte im Kugelstoßen.
Siebenmal wurde sie US-Meisterin im Diskuswurf (1943, 1945, 1947–1951) und viermal im Kugelstoßen (1943, 1945, 1948, 1950). 1948 und 1951 holte sie in der Halle den nationalen Titel im Kugelstoßen. Ihre persönliche Bestleistung im Diskuswurf von 40,23 m stellte sie am 30. Juli 1942 in Chicago auf.